# Zdravotní klaun

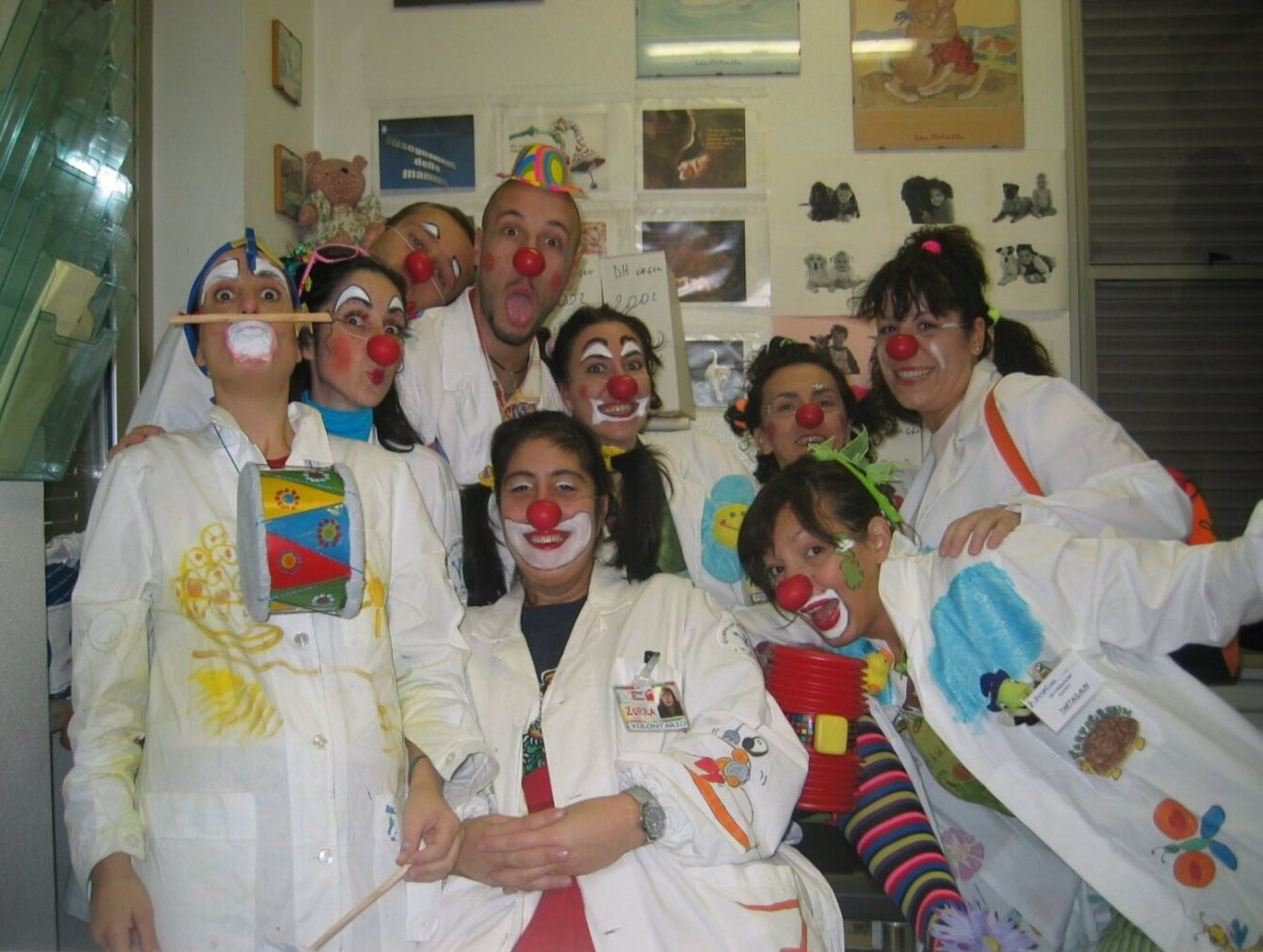
Zdravotní klauni v Itálii

Zdravotní nebo také nemocniční klaun je profesionální umělec, s přirozeným klaunským nadáním, schopností improvizace a s vrozenou empatií, jehož posláním je přispívat zábavnou formou ke zlepšení psychického a tím i fyzického stavu pacientů. Zdravotní klauni pravidelně navštěvují dětské, geriatrické pacienty a seniory a s využitím improvizace se je snaží odpoutat od strachu a úzkosti způsobených nemocí, léčbou nebo samotným pobytem v nemocnici a pomáhají tak zlepšit jejich psychický stav.
V USA, Austrálii a také v Evropě existuje několik různých projektů s odlišnými názvy. Všechny mají týž cíl. Přinést dětem do nemocnice smích a radost. A díky těmto elementům probíhá uzdravení, případně alespoň přivyknutí pacientů nemocničnímu mnohem rychleji. Ovšem existuje i možnost jejich využití při terapii.

## Historie zdravotních klaunů
Začátkem 80. let 20. století manželé Kevin a Cindy Spencerovi z New Yorku představili program „The Healing of Magic“ (Léčba magií), jehož cílovou skupinou byli lidé, kteří prodělali mrtvici, utrpěli závažné poranění hlavy nebo míchy. V testovací skupině byli také lidé s mentálním postižením a děti i dospělí s poruchami učení. Šlo o lehký kouzelnický trik, při němž šlo mj. o mačkání gumového míčku. Pokaždé, když pacienti trik zkoušeli nebo předváděli, tak zároveň prováděli i svou terapii.
Vlastní myšlenka o klaunech rozveselujících pacienty v nemocnicích se zrodila roku 1986. Michael Christensen, ředitel organizace Big Apple Clown Cirkus sdružující profesionální klauny, přišel s nápadem vyzkoušet jejich přítomnost na dětských lůžkových odděleních. První nemocnicí, kterou začali klauni navštěvovat, byla presbyteriánská nemocnice v New Yorku.
Ukázalo se, že pravidelné návštěvy klaunů přispívají ke zlepšení psychického a celkového zdravotního stavu pacientů, a to včetně těžce nemocných. Začal se používat lékařský pojem Clown Care. V roce 1995 vznikl v USA projekt Hospital Clown, který začal vydávat vlastní newsletter, a o dva roky později byla v Austrálii založena The Humour Foundation (Nadace smíchu). Klauni z této organizace byly první na světě, kteří začali pravidelně navštěvovat i jiná oddělení než dětská. Později začali působit také Clown Docs (klaunští doktoři), což byli studenti medicíny, kteří si chtěli vyzkoušet roli klauna. V současnosti jsou profesionální zdravotní klauni považováni za důležitou součást léčebného procesu na dětských odděleních nemocnic nejen v Americe, ale též v Evropě. Evropští zdravotní klauni působí např. v Rakousku, Belgii, Nizozemí, Dánsku, Itálii, Slovinsku, Maďarsku, na Slovensku a také v České republice.

## Průzkumy o vlivu zdravotních klaunů
Pozitivní vliv činnosti zdravotních klaunů na stav hospitalizovaných pacientů prokázaly mnohé výzkumy provedené především ve Spojených státech amerických. V České republice takovýto průzkum uskutečnila dětská psycholožka Irena Vlčková za účelem zjištění vlivu a významu projektu Zdravotní klaun pro pacienty kliniky dětské onkologie v Brně.
Z průzkumu vyplývá, že u většiny pacientů dokáží zdravotní klauni zlepšit náladu a jejich vliv na celkový stav je významný. Především u malých dětí přispívají jejich návštěvy například k lepší adaptaci na nemocniční prostředí.

## Česká republika
V České republice profesionální zdravotní klauni pravidelně navštěvují dětské a geriatrické pacienty v nemocnicích a snaží se do tohoto prostředí přinášet úsměv a radost. V České republice existuje spolek Zdravotní klaun, které funguje od roku 2001. Zdravotní klaun je členem mezinárodní organizace RED NOSES International.

### Gary Alven Edwards
Koncept „léčby humorem“ rozvinul v České republice Američan Gary Alven Edwards. V roli klauna navštívil nemocnici poprvé v roce 1976 v USA a od té doby vyučuje a pomáhá k rozvoji projektů zaměřených na nemocniční klaunství po celém světě. Po medicíně a hudebních studiích v Kalifornii získal stipendium na první americké akreditované klaunské škole Dell Arte International School of Physical Theater.
V roce 1998 zaznamenal absenci nemocničních klaunů v České republice a v roce 2001 založil organizaci Zdravotní klaun. První tři roky projekt financoval z vlastních úspor. V roce 2004 pak založil občanské sdružení Červený nos Clowndoctors na Slovensku.
Svými projevy na zdravotnických konferencích upozorňoval na stěžejní význam humoru v nemocnicích. V občanském sdružení působí jako umělecký a výkonný ředitel, pořádá semináře pro mediky a nemocniční personál a vybírá a školí budoucí zdravotní klauny.